# جامع البكيرية

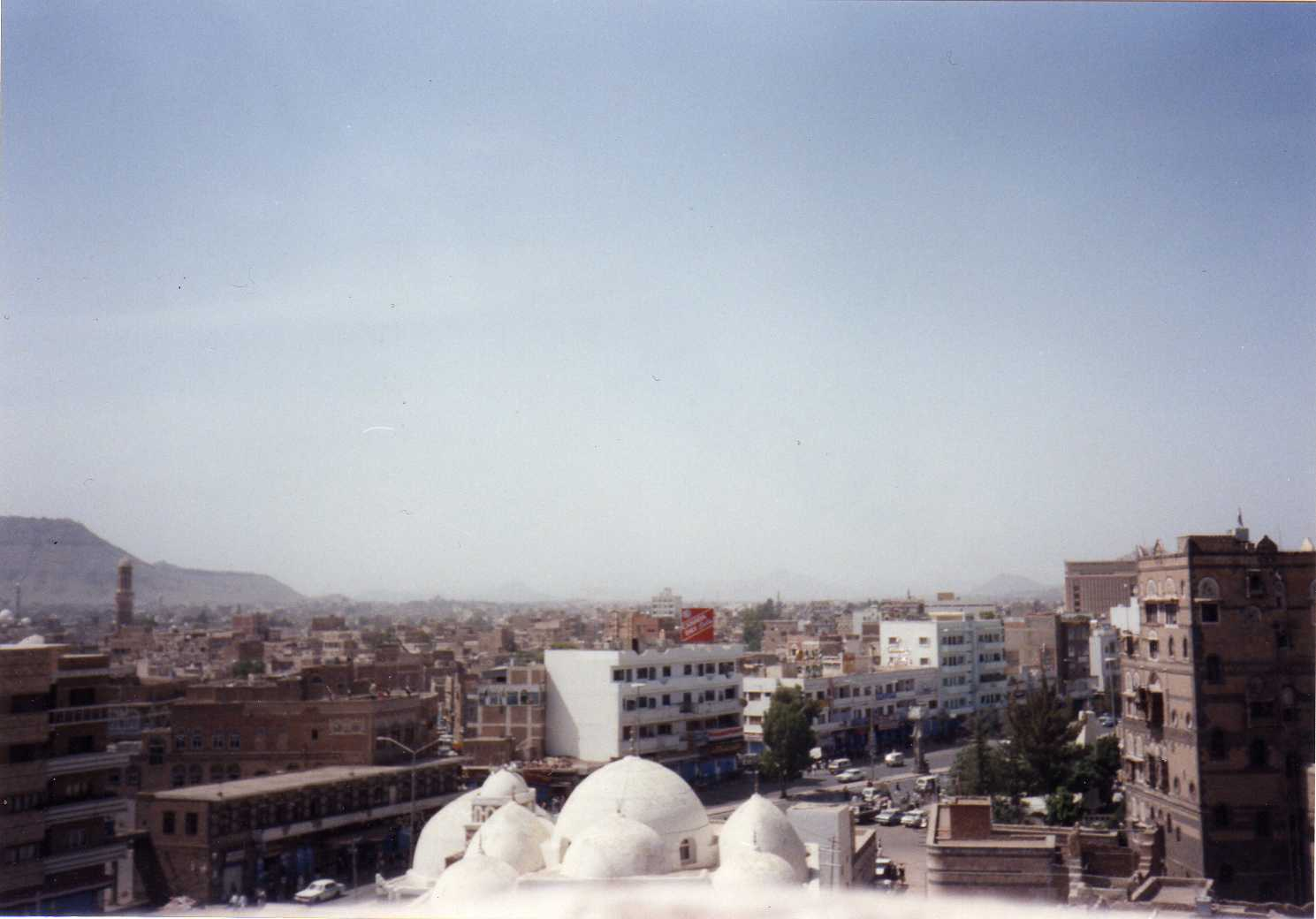
صورة قديمة في صنعاء من جوار جامع البكيرية بتاريخ 1992

قبة البكيرية  هو مسجد بنته الدولة العثمانية في صنعاء القديمة عام 1597.

## المبنى
تتكون قبة البكيرية من قسمين أساسيين أحدهما مكشوف ويسمى الحرم أو الفناء أو الصحن، والآخر مغطى ويعرف باسم بيت الصلاة.

### الفناء
يقع إلى الجنوب من بيت الصلاة وتبلغ أبعاده 27.5 متر طولاً، 21 متر عرضاً، ويوجد المدخل عند منتصف الجدار الغربي لهذا الفناء وهو مدخل بارز شيد من الحجر، يرتفع عن مستوى الشارع قليلاً، ويتكون من كتلة مربعة ترتكز على أربعة أكتاف قصيرة تحمل عقوداً مخموسة تعلوها قبة مقامة على مثلثات، ونلاحظ أن الجدار الغربي يقسم المدخل إلى قسمين وكذا القبة التي تعلوه ويوجد في الجهة الشمالية عقدان مدببان أحدهما من داخل المسجد والآخر خارجه ويتوج مربع القبة من الخارج صف من الشرفات التي تأخذ شكل الورقة النباتية الثلاثية، بينما زينت أوجه العقود بالحجر الأبيض والأسود، ويوجد خارج الجدار الغربي للفناء مدفنان أحدهما يقع في الجهة الشمالية الغربية والآخر يقع في الجهة الجنوبية الغربية، يغطي كل منهما قبة، أما الضلع الشرقي للفناء فيشمل على ممر طويل ذو سقف مسطح يؤدي من بيت الصلاة إلى المطاهير التي تقع في الضلع الجنوبي للفناء وعلى امتداده وعددها (أثنا عشر)، ويؤدي إليها مدخلان، أحدهما يقع في الغرب والآخر يقع في الشرق، ويغطي المطاهير أربع قباب محمولة على مثلثات كروية.
يتقدم بيت الصلاة سقيفة مستطيلة الشكل ممتدة من الشرق إلى الغرب أبعادها (20.5×6.45متر) وتفتح على الصحن بثلاثة عقود مدببة واسعة تغطيها ثلاث قباب ضحلة تزين بطونها زخارف بديعة منفذة بالجص لكتابات معظمها آيات من القرآن الكريم وزخارف هندسية.

### بيت الصلاة
تغطيه قبة شاهقة الارتفاع نصف كروية الشكل مزدانة بالزخارف الجصية معظمها ملونة ومذهبة وتغطي مساحة بيت الصلاة بكاملها.

### المحراب
يتوسط جدار القبلة بعمق تجويفي 80 سم، محمول على عمودين رشيقين يزخرفه عقد متدرج ومزخرف بأشكال المقرنصات والدلايات الزخرفية والزخارف المنفذة بالألوان.

### المنبر
يقع إلى الشرق من المحراب، ويعتبر من ضمن التجديدات التي قام بها السلطان عبد الحميد في القبة، وهو مصنوع من مادة الرخام الجيد ومزدان بالزخارف الهندسية المفرغة، ويمتاز ببابه الخشبي المزدان بالزخارف المرسومة والمدهونة بمادة اللاكيه.

### دكة المبلغ
تشغل دكة المبلغ المكاني الفاصل بين المدخلين في القبة، وتطل على القبة بثلاثة عقود محمولة على ثلاثة أعمدة رشيقة، ويتم الصعود إليها من خلال درجات من السلالم ويغطيها سقف خشبي مسطح ويحيط بها من أسفل درابزين قصير.

### المئذنة
على الرغم من أن بناءها يعود إلى فترة العصر العثماني، فأنها تنتمي إلى الطراز المحلي اليمني، و لم تتأثر بطراز المآذن العثمانية الرشيقة، إذ تتكون من قاعدة حجرية يعلوها بدن المئذنة، وتزخرف واجهات القاعدة زخارف جصية معقودة بداخلها كتابات، يعلوها بدن قصيرة مثمن مزين بالزخارف الجصية الهندسية، ويعلو هذا الطابق بدن مرتفع مستدير الشكل ومقسم إلى مناطق رأسية مزخرفة بالجص ويتميز أعلى هذا البدن، بوجود زخارف هندسية، تعلوه شرفة مزخرفة من الخارج بتجاويف معقودة، بداخلها مناطق زخرفية، هندسية الشكل، ويعلو هذا الحوض طابق آخر مقسم إلى (ستة عشر ضلعاً) بالجص، وبكل ضلع زخارف هندسية، ويتوج المئذنة من أعلى قبة صغيرة مضلعة الشكل.

## وصلات خارجية
دليل صنعاء السياحي